# Pudding à la Mode
El Pudding à la Mode (japonés: プリンアラモード, Purin'aramōdo) es un postre del tipo Yōshoku (comidas japonesas influenciadas por recetas americanas y europeas). Es uno de los elementos más comunes en los Maid Cafés.

## Etimología
La palabra Purin es un Wasei-eigo de Pudding (Budín en inglés). à la Mode es una expresión que significa con estilo o a la moda. Sin embargo, los japoneses interpretan à la Mode, como postres con helado. 

## Descripción

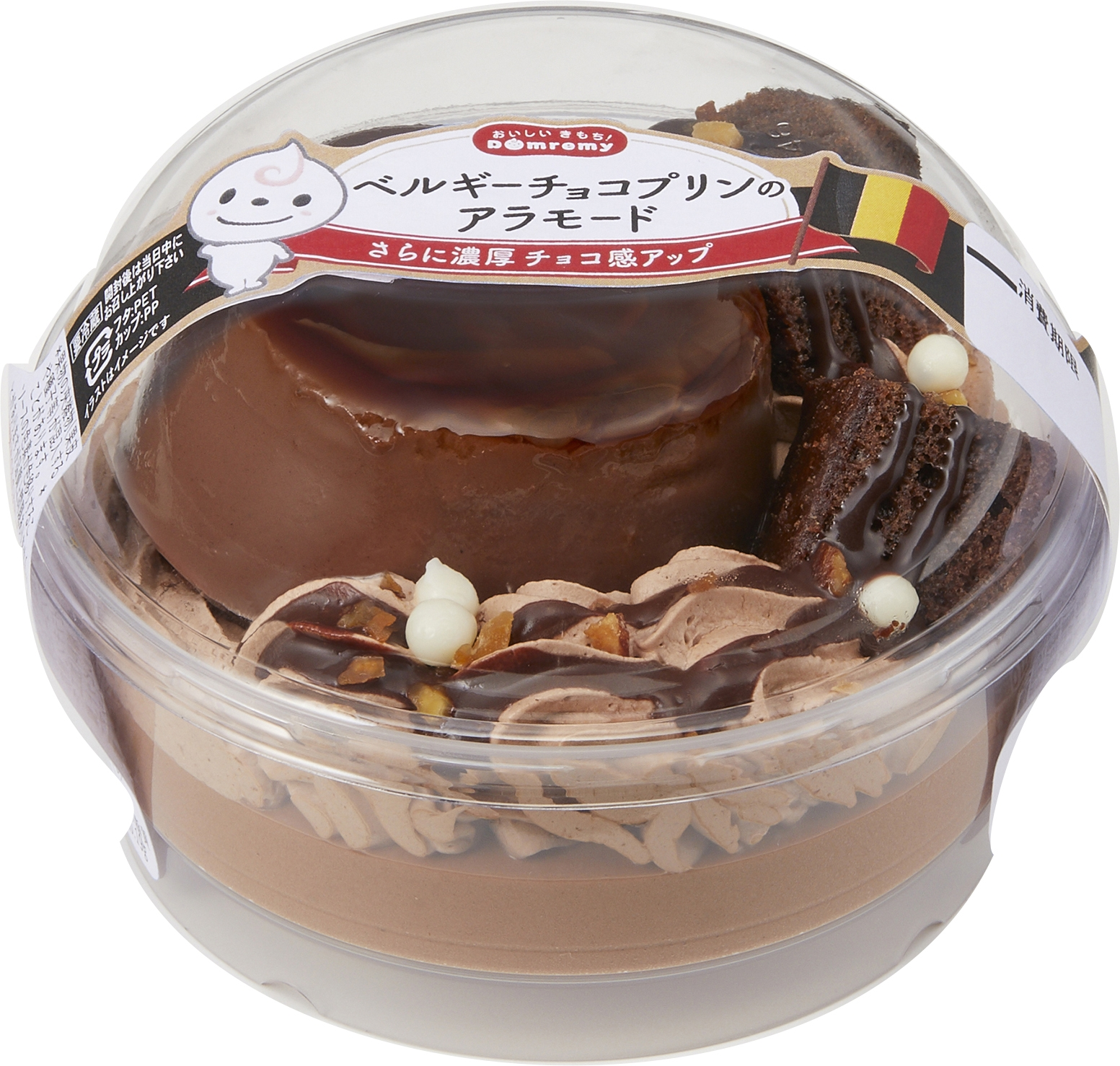
Variante hecha con chocolate belga

Este postre es una ramificación de la popularidad del flan entre los japoneses, la cual empezó en la Era Meiji, cuando se descubrió la versatilidad del flan (llamado Purin) para postres o comidas como el Chawanmushi.
El postre consiste en una porción de flan o natilla, normalmente de un tamaño individual. La presentación suele variar entre restaurantes, pero la más típica es acompañada con Crema batida, Crema de leche o a veces con Helado de vainilla o de otros sabores 
Se suele acompañar con frutas como Melón, Piña, Fresas, Kiwi, Cerezas o cualquier fruta colorida o decorativa. A veces la fruta se da forma, como lo es con las manzanas, para formar un Usagi-ringo, manzanas cortadas para parecer conejos. 
En algunas presentaciones, se baña en Sirope de chocolate, sirope de fresa, salsa de caramelo o cualquier jarabe dulce o el propio almíbar de fruta. El postre se decora al final con hojas de menta, pero normalmente no lleva más cosas encima.

## Historia
El posible origen del postre se remonta como creación del Hotel New Grand en Yokohama, como un postre para la esposa de un oficial de alto rango del ejército de Estados Unidos, después de la Guerra del Pacífico, sin embargo, nada esta establecido.
En 2019, para celebrar la llegada de la nueva Era Reiwa en Japón, Starbucks saco en las cafeterías de la cadena en Tokio, un Frappuccino sabor Purin a la mode, el cual contenía salsa de caramelo, mezcla de gelatinas de fruta y de pudines, crema batida y cereza.

## En la Cultura Popular
- El postre aparece en los juegos Cooking Mama 5: Bon Appétit! y Cooking Mama: Sweet Shop
- En el juego de cartas Yu-Gi-Oh!, la expansión de cartas Magidulce (Madolche en inglés), una de las cartas se llama Puddingcess Magidulce Chocolat-a-la-Mode, combinación de Princess (princesa), Chocolat (chocolate en francés) y de Pudding à la Mode, al ser esta un expansión basada en dulces y postres con temas de realeza.
- En el episodio 15 de Urusei Yatsura 2022.
- En el episodio 41 de la serie Tokusatsu Kamen Rider Gavv, el personaje Lakia Amaruga recibió una transformación basada en Pudding à la Mode llamada A la mode mode.